# Sante Gaiardoni
Sante Gaiardoni (n. 29 iunie 1939, Villafranca di Verona, Veneto, Italia – d. 29 noiembrie 2023, Motta Visconti, Lombardia, Italia) a fost un ciclist italian, medaliat olimpic. A participat la o ediție a Jocurilor Olimpice (1960) în care a câștigat o medalie de aur.

## Participări
Lista de mai jos prezintă principalele competiții la care a participat Sante Gaiardoni de-a lungul carierei.
- Ciclismo ai Giochi della XVII Olimpiade - Chilometro a cronometro[*]